# Hedwige de Schleswig
Hedwige de Schleswig (1320-Abadía de Esrum, 1374) fue reina de Dinamarca como la esposa del rey Valdemar IV de Dinamarca. Fue la madre de la reina Margarita I de Dinamarca.

## Biografía
Hedwige fue la segunda hija de Erico II, duque de Schleswig, y de Adelaida de Holstein-Rendsburg, y la hermana de Valdemar V, duque de Schleswig. Su fecha de nacimiento exacta es desconocida, pero ella y su hermano eran pequeños cuando murió su padre en 1325, por eso se estima que Hedwige nació alrededor del año 1320.
Su hermano fue pretendiente al trono danés (como Valdemar III de Dinamarca) contra el rey Cristóbal II de Dinamarca, y fue el rey de Dinamarca desde 1326 hasta 1329 bajo la regencia de su tío materno, Gerardo III, conde de Holstein-Rendsburg. A finales de la década de 1330, el hermano de Hedwige se alió con el hijo del rey Cristóbal II, Valdemar IV, contra su tío Gerardo, y arregló un matrimonio entre Hedwige y Valdemar IV. Se devolvería la provincia de Nørrejylland, un cuarto del territorio de Jutlandia al norte del río Kongeå, en la dote. La boda se llevó a cabo en el castillo de Sønderborg en 1340. Después de la boda, el matrimonio viajó a Viborg para ser oficialmente presentados como rey y reina de Dinamarca.
Hay poca información sobre Hedwige. No se menciona que haya estado políticamente activa o que haya tenido un rol importante en algún aspecto: por ejemplo, se esperaba que Hedwige sirviera como regente del reino durante la peregrinación de Valdemar en 1346, pero no hay pruebas de que así fuera. Hasta el nacimiento de la futura Margarita I de Dinamarca en 1353, se menciona que Hedwige vivía con Valdemar, pero después de aquel año, ya no es documentada viviendo a su lado como su reina.
Una teoría tradicional apunta a que Valdemar repudió a Hedwige y la encarceló junto con sus sirvientes en el castillo de Søborg por adulterio. Esta teoría estaba basada en una antigua canción tradicional, la cual describía el amorío entre la reina y un caballero. Esta historia no está confirmada. Otra teoría dice que fue Hedwige quién se separó de Valdemar debido a su adulterio con su amante, Tove, y que se mudó a la abadía de Esrum en 1355. Ninguna de estas teorías está confirmada, y se desconoce la verdad de su separación.
Está confirmado que Hedwige vivió separada de Valdemar en la abadía de Esrum, donde eventualmente murió en 1374. La reina murió como una hermana lega, descrita por los monjes como famula nostra ('nuestra sirviente'). Hedwige estuvo enterrada en la iglesia de abadía, lo cual atrajo regalos de la familia real para la abadía. Al año siguiente, su esposo murió y su hija Margarita se convirtió en regente de Dinamarca. En 1377, ya como reina, Margarita pidió permiso al papa Gregorio XI para enterrar a Hedwige en Sorø, aunque este plan nunca se materializó.

## Descendencia
Hedwige y Valdemar IV tuvieron al menos seis hijos:
1. Cristóbal (1344-1363), duque de Lolland.
2. Margarita (1345-1350), comprometida con el duque Enrique III de Mecklemburgo.
3. Ingeborg (1347-1370), se casó con Enrique III de Mecklemburgo, y fue la abuela materna del rey Erico de Pomerania.
4. Catalina (1349), murió en la infancia.
5. Valdemar (1350), murió en la infancia.
6. Margarita I (1353-1412), reina de Dinamarca desde 1387 hasta su muerte.